# Phaciocephalus pullata
Phaciocephalus pullata är en insektsart som beskrevs av George Willis Kirkaldy 1907. Phaciocephalus pullata ingår i släktet Phaciocephalus och familjen Derbidae. Inga underarter finns listade i Catalogue of Life.